# Beatty
Beatty è un census-designated place (CDP) degli Stati Uniti, situato nella Contea di Nye nello stato del Nevada. Nel censimento del 2000 la popolazione era di 1 154 abitanti. Beatty è celebre per essere uno dei centri abitati in assoluto più vicini alla Valle della Morte, poco oltre alla frontiera con la California.
Prima dell'arrivo dei non-indigeni l'area era abitata dagli Shoshone dell'ovest. La città venne fondata nel 1905 e prese il nome da Montillus Murray "Old man" Beatty, un uomo che aveva un ranch nella zona e che aprì il primo ufficio postale della città. L'arrivo della ferrovia Las Vegas -Tonopah nel 1905 fece diventare Beatty uno snodo ferroviario rispetto ai centri minerari che si trovano nella regione. 
Dagli anni seguenti il 1940 l'apertura di base area, la crescita di Las Vegas ed il turismo legato alla vicina Valle della Morte contribuirono ad accrescere l'economia locale. 
A Beatty hanno sede un museo e una società storica, nelle immediate vicinanze c'è anche la città fantasma di Rhyolite.

## Storia
I soli abitanti, prima del 1800, della zona erano gli Shoshone ed una stima della loro popolazione fa supporre che la loro densità abitativa fosse di una persona ogni 110 km quadri. Dalla metà del 1800 l'arrivo dei coloni con le loro incursioni e azioni di guerra ha ridotto considerevolmente la popolazione locale e disperso le loro tradizioni. Nel 1875 circa gli Shoshone avevano sei campi con un totale di circa 29 abitanti lungo il fiume Amargosa vicino a Beatty, alcuni dei loro discendenti vivono ancora a Beatty mentre altri si sono trasferiti nelle riserve. 
Il nome della città viene da Montillus Murray Beatty, un minatore e veterano della Guerra Civile Americana che possedeva un ranch poco lontano e che aprì l'ufficio postale nel 1905. La città ebbe l'occasione di nascere quando il proprietario di una miniera nei pressi di Rhyolite decise di costruire un hotel a Beatty. 
La miriade di ferrovie costruite all'epoca delle miniere fecero di Beatty un importante snodo ferroviario e mantenne questa funzione anche quando molte di esse vennero abbandonate a seguito della chiusura delle miniere. 
Il primo giornale di Beatty fu il Beatty Bullfrog Miner che venne pubblicato dal 1905 al 1909, Rhyolite Herald ebbe una buona diffusione, ma non andò oltre il 1912, la città dovette aspettare il 1947 per avere un nuovo giornale. 
La popolazione di Beatty crebbe lentamente, tanto che nel 1950 contava solo 485 abitanti, l'energia elettrica arrivò intorno al 1940 e il telefono fu disponibile durante la seconda guerra mondiale, mentre la rete fognaria non venne installata prima degli anni '70. Quando una nuova miniera venne aperta nel 1988 la popolazione crebbe fino ai 2 000 abitanti, per poi tornare ai livelli attuali dopo la chiusura della miniera nel 1998.

## Geografia fisica
Secondo i rilevamenti dell'United States Census Bureau, la località di Beatty si estende su una superficie di 454,9 km², tutti occupati da terre.

## Popolazione
Secondo il censimento del 2000, a Beatty vivevano 1 154 persone, ed erano presenti 270 gruppi familiari. La densità di popolazione era di 2,5 ab./km². Nel territorio comunale si trovavano 740 unità edificate. Per quanto riguarda la composizione etnica degli abitanti, il 90,90% era bianco, lo 0,09% era afroamericano, l'1,47% era nativo e l'1,21% era asiatico. Il 3,12% della popolazione apparteneva ad altre razze e il 3,21% a più di una. La popolazione di ogni razza ispanica corrispondeva all'8,93% degli abitanti.
Per quanto riguarda la suddivisione della popolazione in fasce d'età, il 26,1% era al di sotto dei 18, il 5,1% fra i 18 e i 24, il 24,7% fra i 25 e i 44, il 29,5% fra i 45 e i 64, mentre infine il 14,0% era al di sopra dei 65 anni di età. L'età media della popolazione era di 40 anni. Per ogni 100 donne residenti vivevano 119,4 maschi.